# Kromscy

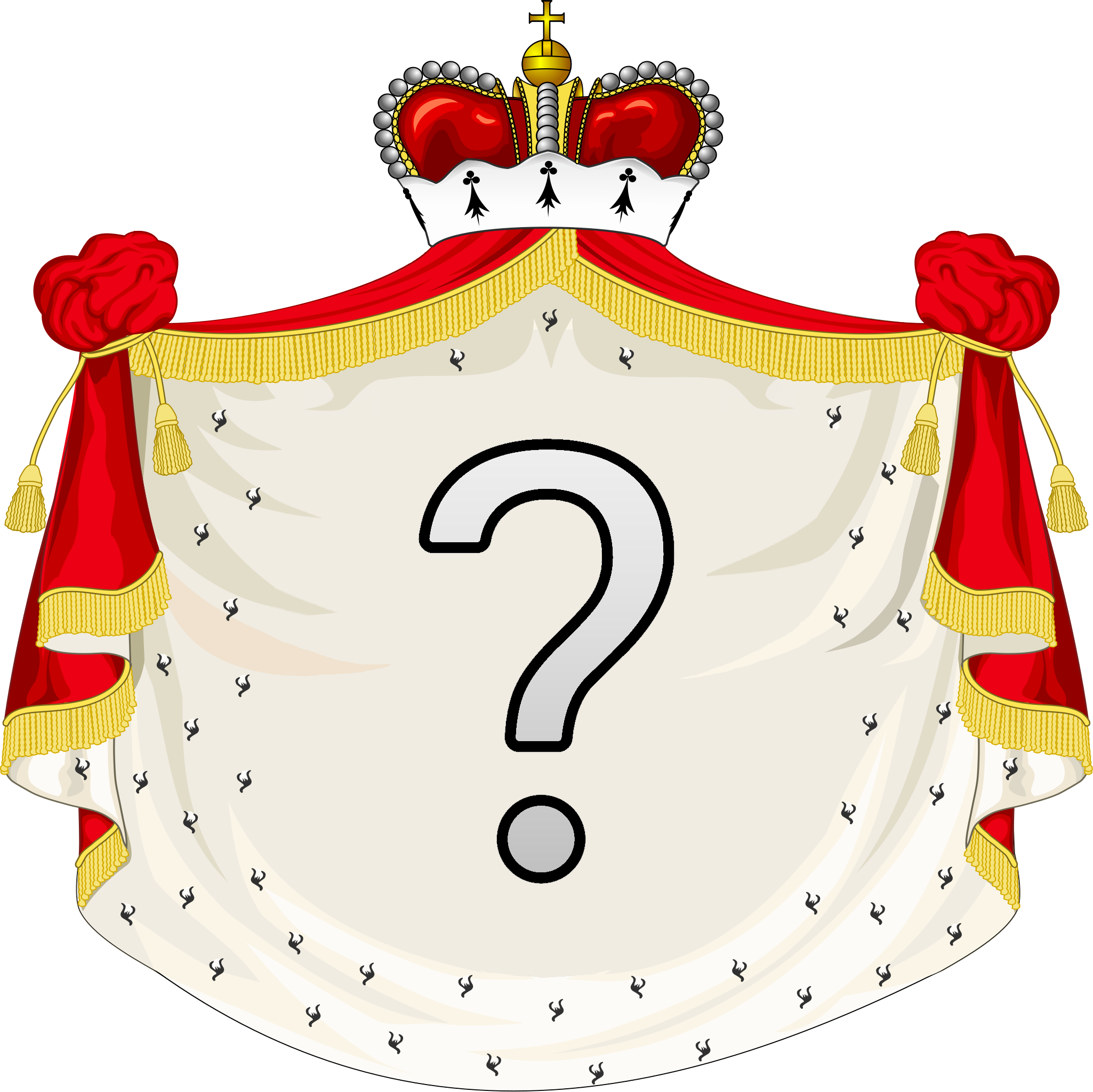
Herb Kromskich nie jest znany

Kromscy – polski ród książęcy, pochodzenia ruskiego.

## Etymologia nazwiska
Nazwisko Kromskich ma charakter odmiejscowy, a konkretniej wywodzi się od miasta Kromy, zlokalizowanego obwódzie orłowskim.

## Historia
Książęta Kromscy byli prawdopodobnie gałęzią kniaziów czernihowskich. Z nich kniaź Iwan Kromski otrzymuje od króla Kazimierza IV miejscowości Żilino, Dajudino, Biriminowo, znajdującie się w dawnym powiecie brańskim, a także Ponikowicy i Timonicy.  
Kniaź Andrzej Kromski (prawdopodobnie syn wspomnianego wcześniej Iwana Kromskiego) otrzymuje w 1494 r. przywilej na Rosławl, zlokalizowany w ówczesnym powiecie brańskim, który wcześniej należał do kniazia Semena Iwanowicza (Bielskiego), a w 1498 r., na Wołkonesk i Radohoszcz w ówczesnym powiecie brańskim.  Andrzej dostał się do niewoli moskiewskiej w bitwie nad Wiedroszą w 1500 roku, wskutek czego król Zygmunt I, dopominając się w 1510 r. o jeńców litewskich, więzionych w Moskwie, wspominał też o kniaziu Andrzeju Kromskim. Na nim też musiał się skończyć ród kniaziów Kromskich, albowiem odtąd, ani w Rosji, ani na Litwie, nie ma śladu po kniaziach Kromskich.